# Messerschmitt P.1101
Messerschmitt P.1101 és el nom que va rebre un projecte alemany de la Segona Guerra Mundial d'un avió monoplaça, d'una sola turbina desenvolupat en resposta al Programa urgent de caces (Jägernotprogramm), del que s'esperava que es desenvolupés la segona generació d'avions de reacció del Tercer Reich. Una característica del prototip del Me P.1101 era l'angle de les seves ales, que podia ser canviat abans del vol, fent d'aquest model l'ancestre dels models d'ala de geometria variable, com el F-14 Tomcat per exemple.

## Història

### Desenvolupament inicial
Les característiques del caça es van desenvolupar el juliol de 1944 en tan sols nou dies sobre la base d'un disseny anterior de Messerschmitt per al P.1101. L'avió en els seus orígens tenia un fuselatge més curt i ample, tren d'aterratge tricicle i les ales muntades a la meitat del buc en un angle en fletxa de 40º i 25º cap avall. Un únic motor Heinkel HeS 011 seria muntat internament en el fuselatge, amb aspiració d'aire a partir de dos preses d'aire col·locades a cada costat de la cabina. La cua, amb una configuració en "V" estava col·locada sobre la sortida dels gasos, mentre que la carlinga anava amunt integrada a la proa del fuselatge.
A finals de 1944, el disseny en paper havia sofert alguns canvis, amb un fuselatge més llarg i prim i amb un nas de secció cònica col·locat a la part davantera de la cabina. L'ala de doble angle va ser abandonada en favor del disseny de l'ala del Me-262, ja desenvolupat. El disseny va tornar a ser modificat abans de la prova del túnel de vent i es va remetre al departament de disseny el 10 de novembre de 1944, començant la selecció de materials per a la producció el 4 de desembre d'aquell mateix any.

### Producció del prototip
L'empitjorament de la situació a la guerra per als alemanys, va conduir a la construcció d'un prototip a escala completa en paral·lel amb el desenvolupament dels càlculs necessaris i amb l'obtenció de components com les ales, el tren d'aterratge i els components del fuselatge. La producció del prototip V1 va començar en el complex bavarès de la Messerschmitt a Oberammergau, amb un primer vol planificat per a juny de 1945.
El prototip Me P.1101 V1 tenia el fuselatge de duralumini i l'ala configurable a 30, 40 i 45 graus permetent el desenvolupament posterior de les ales de geometria variable ja en vol. La preses d'aire en tàndem dels models inicials van ser reemplaçades per una sola presa d'aire a la proa. La carlinga es va canviar per una de "bombolla", millor que la integrada dels projectes inicials. El prototip de producció també va incorporar un disseny d'empenatge en "T" més convencional, construït en fusta i unit a la resta del fuselatge. El tren d'aterratge retràctil consistia en una roda al nas retraible cap enrere, i el tren principal fixat prop de l'arrel alar, també retraible cap enrere. El prototip va ser motoritzat amb un Jumo 004B, que podria ser ràpidament reemplaçat pel més potent HeS 011 en les versions de producció posteriors. A més, els models de producció tindrien cabina pressuritzada i blindada.

### Postguerra
Quan la infanteria estatunidenca va descobrir el complex a Oberammergau, el 29 d 'abril de 1945, el prototip V1 estava complet en un 80%. El model va ser tret del túnel on estava amagat i tots els documents associats van ser recuperats. Hi va haver reunions entre el cap de disseny de la Messerschmitt Woldemar Voight i Robert J. Woods de Bell Aircraft per tal de completar el Me P.1101 V1 al juny de 1945, però no es va poder portar a terme per la destrucció d'alguns documents rellevants i la negació dels francesos de lliurar la major part dels dissenys claus que havien obtingut en arribar abans a l'àrea. El prototip va ser finalment embarcat cap a Bell Aircraft Works a Buffalo, Nova York, el 1948, amb un dany suplementari, ja que l'avió va caure del camió de càrrega. Aquest dany va fer que fos impossible reparar-lo, de manera que el disseny del Me P.1101 i els seus components van ser usats per Bell com a base per al Bell X-5, el primer avió capaç de canviar la geometria de les seves ales en vol i que tenia una semblança enorme amb el Me P.1101.

## Especificacions (Em P-1101 V4)
Característiques generals
- Tripulació: 1 pilot
- Longitud: 9,1 m
- Envergadura: 8,2 m
- Alçada: 2,8 m
- Superfície de l'ala 15,9 m²
- Pes buit: 2.594 kg
- Pes carregat: 4.064 kg
- Motor: 1× turboreactor Heinkel HeS 011  , 12.01 kN

 Rendiment 
- Velocitat màxima: 980 km/h a 7.000 m
- Velocitat de creuer: 905 km/h
- Abast: 1.500 km
- Sostre de servei: 12.000 m
- Ràtio d'ascens: 22,2 m/s
- Càrrega alar: 236 kg/m²